# Estación Gessler
Gessler era una estación de ferrocarril ubicada en la localidad homónima, provincia de Santa Fe, Argentina.
La estación fue habilitada en 1886 por el Ferrocarril Provincial de Santa Fe. Su clausura se efectuó en 1960.
Sus vías correspondían a los ramales: 
- F5 (Terminal)
- F9

Ambas del Ferrocarril General Belgrano.

## Servicios
No presta servicios de pasajeros ni de cargas y sus vías se encuentran desmanteladas.